# Новогорлівський машинобудівний завод
ВАТ Новогорлівський машинобудівельний завод — підприємство гірничого машинобудування в місті Горлівка, Донецька область.
Здійснює виробництво: бурильних установок, навантажувальних машин, станків бурових, обладнання збагачувального і механізації поверхні шахт, обладнання розвідувального буріння. Зокрема: установки бурильні шахтні УБШ 313, 253, 252. УБШ 1400 «Буян» з гідравлічним перфоратором. Машини породонавантажувальні МПК 1600 «Буян». Ґрунто-піддирочні бурильні МПБ 1200 «Буян». Агрегати ланцюгові типу АЦМ. Майданчики гойдальні ПК (електро- і пневмовиконання). Пробовідбирачі типу ПММ і ПШ для відбору проб з вагонів. Грейфери МГК-3М.
Адреса: 84613 Горлівка, вул. Щукіна, 2, Україна.